# 阿伽撒尔基德斯
阿伽撒尔基德斯，约活动于公元前2世纪前后。历史学家，地理学家和语法学家。曾在托勒密五世宫廷中担任私人秘书。他也是一位多产的作家，现存作品包括《亚细亚大事记》、《欧罗巴大事记》以及一部五卷本的《论红海》。由于托勒密八世在公元前145年对学者进行迫害，他被迫逃离亚历山大城。 